# الدوري السعودي الدرجة الأولى للسيدات 2023–24
دوري الدرجة الأولى السعودي للسيدات 2023–24 هو الموسم الثاني من دوري الدرجة الأولى السعودي للسيدات، وهو دوري كرة القدم النسائي الثاني في المملكة العربية السعودية، ويقام من 9 نوفمبر 2023 إلى أبريل 2024.